# THUMS Islands

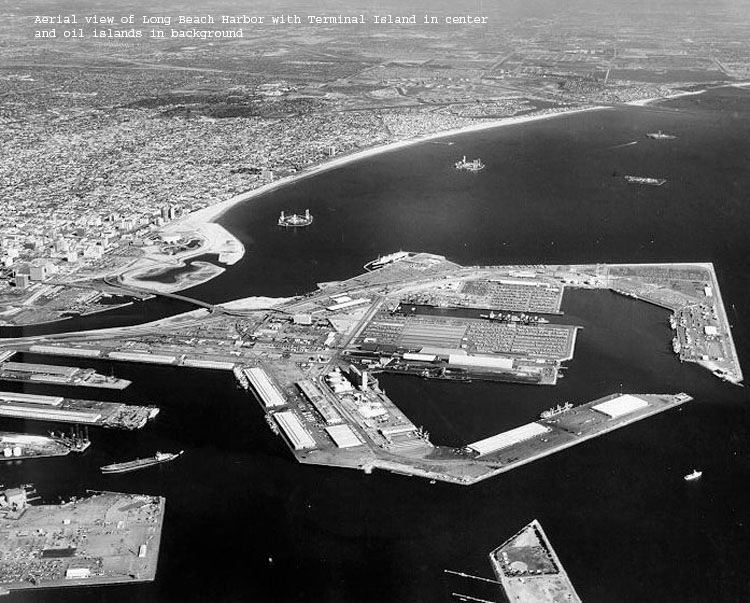
Sicht auf die THUMS Islands (im Hintergrund) und Long Beach Harbor

Die THUMS Islands bestehen aus vier künstlichen Inseln in der San Pedro Bay vor Long Beach, Kalifornien. Der Name THUMS setzt sich aus den Anfangsbuchstaben der fünf Ölgesellschaften zusammen, die die Betreibergesellschaft gründeten: Texaco (jetzt Chevron), Humble Oil (jetzt ExxonMobil), Union Oil (jetzt Chevron), Mobil (jetzt ExxonMobil) und Shell Oil Company. Diese Betreibergesellschaft ließ die Inseln bauen und benannte sie im Jahr 1967 nach den vier tödlich verunglückten NASA-Astronauten Theodore Freeman, der bei einem Flugzeugabsturz ums Leben gekommen war, sowie Gus Grissom, Edward Higgins White und Roger B. Chaffee, den Opfern beim Brand der Kapsel von Apollo 1.

## Signal Hill Oil Boom

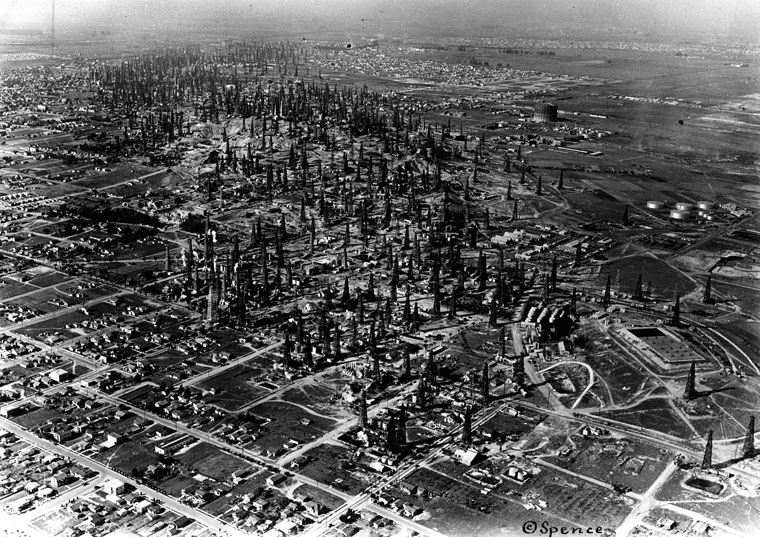
Signal Hill Oil Field

Nachdem im Jahr 1921 im damaligen Wohngebiet von Signal Hill Rohöl gefunden worden war, entstand ein Ölboom, bei dem in den Gärten, neben Friedhöfen und auf anderen Flächen das als „Porcupine Hill“ bekannte Ölfeld abgebaut wurde. Bis 1923 wurden täglich fast 260.000 Barrel Öl gefördert.
Noch heute wird das Ölfeld von Signal Hill abgebaut. Nach einer Gesetzesänderung, die durch eine Wahl im Jahr 1962 ermöglicht wurde, genehmigten die Wähler von Long Beach die Nutzung der Öl- und Gasreserven, die unter ihrem Hafen liegen und zum Signal-Hill-Ölfeld gehörten, was zuvor bei einem Referendum im Jahr 1956 noch untersagt worden war. Dies jedoch unter der Auflage, dass vier künstliche Inseln angelegt werden sollten, die wie eine tropische Kulisse wirken und die Industriebauten darauf verbergen sollten. Sie sollten sich in die Landschaft einfügen und die Optik des Hafens verbessern, nicht beeinträchtigen. Durch Schrägbohrung und Wasserinjektion wurde das Wilmington Ölfeld erschlossen, und ein Absinken des Gebietes konnte vermieden werden.

## THUMS Islands

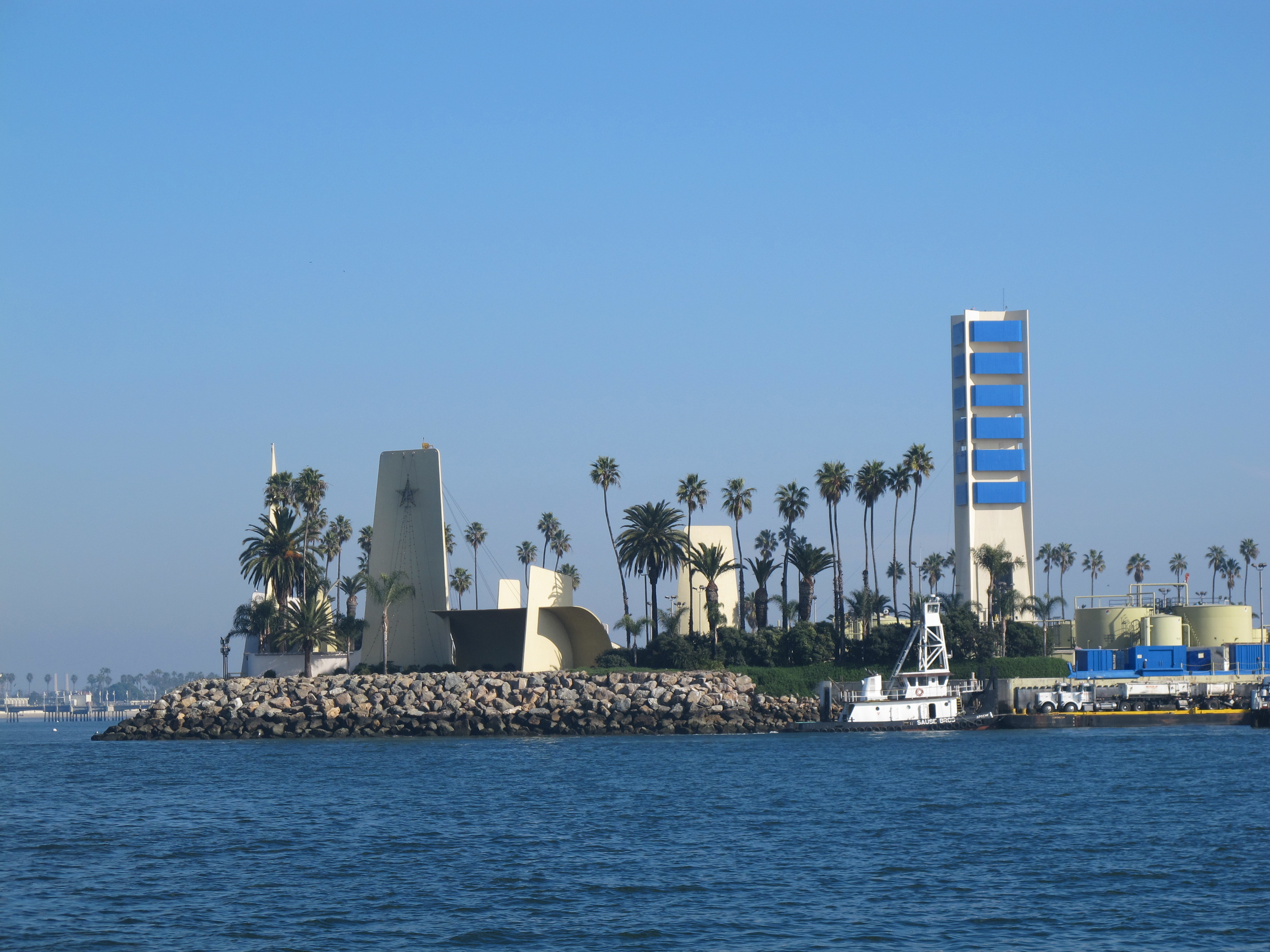
White Island

Die vier Inseln haben zusammen eine Größe von 42 Acres (17 Hektar). Auf ihnen befinden sich etwa 1000 aktive Pumpen, die täglich 46.000 Barrel Öl und 250.000 Kubikmeter Gas fördern. Gleichzeitig wird Wasser durch fünf Pumpen in das Ölfeld gedrückt, um den Druck in der Ölblase stabil zu halten und einem Absinken von Long Beach entgegenzuwirken. Das Wilmington-Ölfeld ist das viertgrößte Ölfeld in den Vereinigten Staaten.
Die Inseln wurden aus 640.000 Tonnen Felsbrocken und 3,2 Millionen Kubikmeter Sand gebaut. Island Freeman ist mit 5 ha die größte, die drei anderen sind jeweils ca. 4 ha groß. Die bis zu fünf Tonnen schweren Felsbrocken liegen auf dem flachen Hafengrund und bilden für jede Insel zusätzlich einen kleinen Deich. Zunächst wurden die großen Felsbrocken genutzt, um einen äußeren Ring zu formen, der dann mit Sand gefüllt wurde, welcher vom Boden des Hafens gefördert wurde. Durch ein Bewässerungssystem werden über 700 Palmen am Leben erhalten, die sich in einem äußeren Ring rund um den inneren Produktionsbereich befinden. Die künstlichen Inseln wurden so gestaltet, dass sie in der Bucht wie natürliche Inseln wirken, und die Aufbauten, die zur Förderung des Öls und Erdgases nötig sind, werden durch vorgetäuschte Gebäude oder bis zu 30 m hohe Wasserfälle des äußeren Ringes getarnt. Diese dienen auch zur Reduzierung des Lärms, der durch die Bohrungen entsteht, damit die Bewohner von Long Beach nicht darunter leiden. Diese Fassaden wirken vom Ufer aus wie luxuriöse Eigentumswohnungen mit üppiger Vegetation. Für einen Großteil der Gestaltung ist Joseph Linesch verantwortlich, der auch an der Landschaftsgestaltung von Disneyland in Anaheim mitgearbeitet hat. Mit seiner Firma Linesch & Reynolds und in Zusammenarbeit mit dem Bildhauer Herbert J. Goldman und dem Landschaftsgärtner Morgan Evans fertigte Linesch die Entwürfe, die in einer örtlichen Wirtschaftszeitung als herausragende Beispiele modernen Industriedesigns bezeichnet wurden.